# Anartodes feildeni
Anartodes feildeni är en fjärilsart som beskrevs av Mclachlan 1878. Anartodes feildeni ingår i släktet Anartodes och familjen nattflyn. Inga underarter finns listade i Catalogue of Life.